# Ljekoviti nadlišak
Ljekoviti nadlišak (bunovina, mandragora, okoločep; lat. Mandragora officinarum), jedna od četiri priznate vrste roda mandragora (Mandragora), porodica krumpirovki (Solanaceae). Raširena je po Mediteranu: Hrvatska, Italija, Grčka, Turska, Španjolska, Libanon, Izrael, Maroko, Alžir, Tunis.
U Hrvatskoj je ima na Konavlima, ali je kritično ugrožena, prvenstvenio zbog sakupljanja (tradicionalna medicina) i gubitka staništa.
Korijen je otrovan, sadrži otrovne alkaloide, opojnog i halocinogenog djelovanja (atropin, skopolamin, apoatropin, hiosciamin), i neobičnog je oblika. Izbojci korijena podsjećaju na figure čovjeka, pa se koristi i u ritualne svrhe i u vradžbinama. 